# Branchinecta granulosa
Branchinecta granulosa är en kräftdjursart som beskrevs av Daday 1902. Branchinecta granulosa ingår i släktet Branchinecta och familjen Branchinectidae. Inga underarter finns listade.